# Полк (Небраска)
Полк (енгл. Polk) град је у америчкој савезној држави Небраска.

## Демографија
По попису из 2010. године број становника је 322, што је 0 (0,0%) становника више него 2000. године.
| Група             | 2000.       | 2010.       |
| Белци             | 320 (99,4%) | 312 (96,9%) |
| Афроамериканци    | 0 (0,0%)    | 0 (0,0%)    |
| Азијати           | 0 (0,0%)    | 1 (0,3%)    |
| Хиспаноамериканци | 2 (0,6%)    | 7 (2,2%)    |
| Укупно            | 322         | 322         |